# 범어사 연
부산 범어사 연(釜山 梵魚寺 輦)은 부산광역시 금정구 범어사에 소장되어 있는 연(輦)이다. 2003년 9월 16일 부산광역시의 문화재자료 제25호로 지정되었다.

## 개요
범어사에 소장되어 있는 연(輦)인데, 연은 사찰에서 불교의식이나 불상을 옮길 때 사용하는 가마 형태로서, 장엄적 요소를 많이 가미하여 화려한 것이 특징이다.
범어사 연은 가마채인 네 개의 손잡이, 작은 집 모양의 몸체, 돔 형식의 옥개(屋蓋)로 구성되어 있다.
손잡이 끝에는 용의 머리처럼 생긴 장식물을 조각하였는데 앞의 두개는 결실되었다. 몸체에는 난간을 사방에 달고, 네 기둥을 세운 후 중앙 공간을 비워둔 채 목조건축의 창문처럼 짜여져 있는데, 여기에는 만자(卍字)·불로초·연꽃·불수감(佛手柑)·천도(天桃)·석류 등의 문양이 투각되어 있다. 각 몸체 윗부분에는 구슬발을 달았던 쇠고리들이 남아있다.
옥개 처마에는 투각 칠보문(七寶文)과 선각 당초문이 있는 금속제로 보강하였다. 천장은 등나무로 돔 형식의 틀을 만든 후 닥종이와 다시 그 위를 검은 비단으로 덮었으며, 바깥 네 모서리 합각에는 목조가구의 광두정 역할의 꽃무늬 장식물처럼 6개씩 배치한 얇은 철판으로 다시 결속시켰다. 옥개 꼭대기에는 얇은 철판으로 4개의 연잎을 부착한 후 주홍으로 채색된 목조 보주(寶珠)가 장식되어 있다.
조선후기에 제작된 연이 대부분 소실되어 전래되는 예가 드물다는 점에서 범어사 연은 조선후기에 흔히 제작된 연의 형태를 고찰할 수 있는 소중한 자료이다.

## 참고 자료
- 부산 범어사 연 - 국가유산청 국가유산포털